# Rebecka Blomqvist
Pour les articles homonymes, voir Blomqvist.
Rebecka Maria Blomqvist, née le 24 juillet 1997 à Uddevalla en Suède, est une joueuse internationale suédoise de football évoluant au poste d'attaquante au club de l'Eintracht Francfort. Elle remporte la médaille d'argent avec l'équipe de Suède lors des Jeux olympiques de Tokyo en 2021.

## Palmarès

### En club
- VfL Wolfsburg
- Championne d'Allemagne
  - Champion : 2022
- Coupe d'Allemagne féminine de football
  - Vainqueur : 2021, 2022 et 2023

- BK Häcken
  - Damallsvenskan :
    - Vainqueur en 2020.
    - Deuxième en 2018 et 2019.

  - Coupe de Suède :
    - Vainqueur en 2019.

### En sélection
- Suède
  - Jeux olympiques :
    -  Médaille d'argent en 2020.
- Suède -19 ans
  - Championnat d'Europe des moins de 19 ans :
    -  Vainqueur en 2015.